# Franciszek Buczek

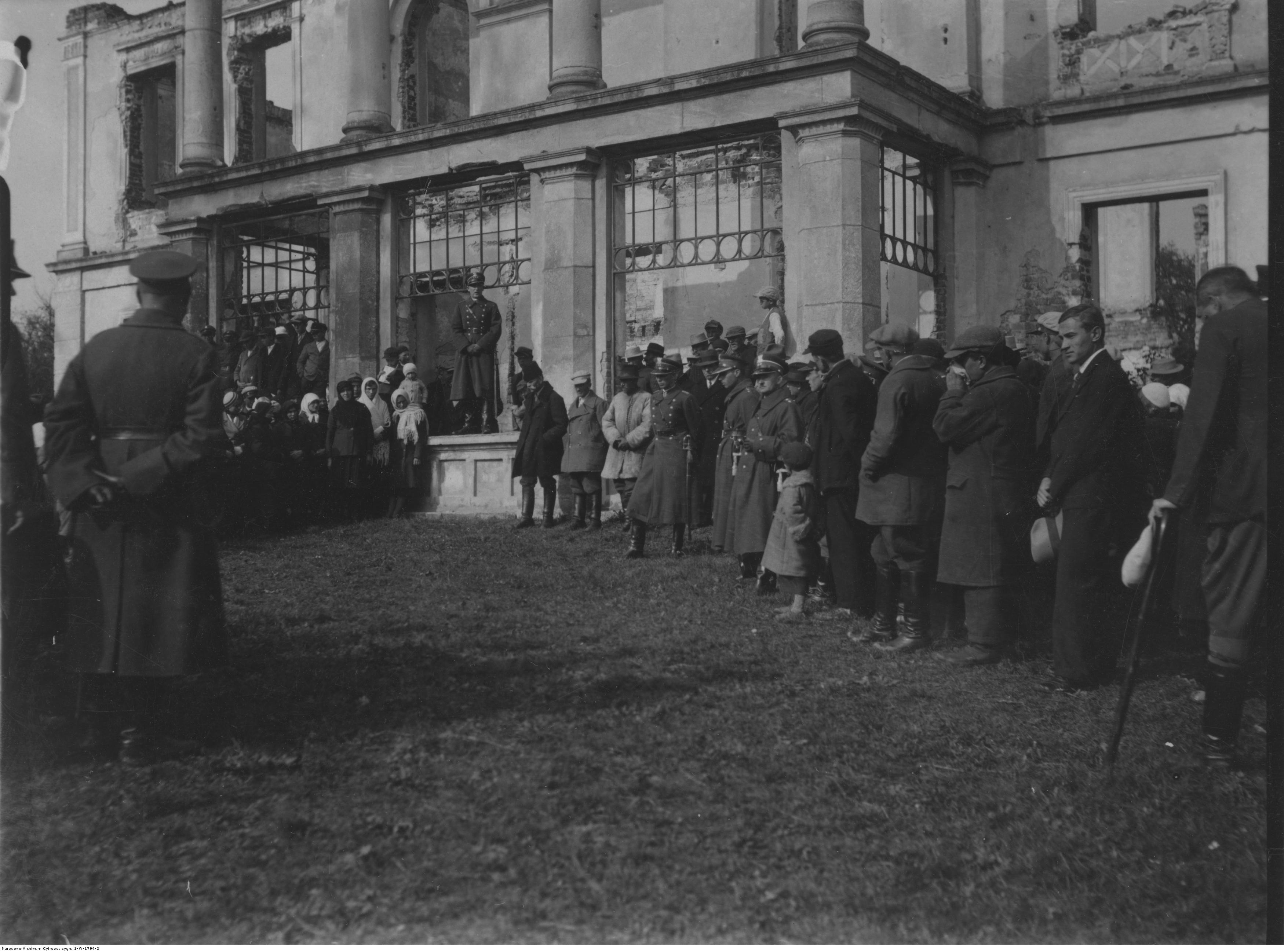
Uroczystości X-lecia KOP w kompanii KOP w Turylczu; przemówienie d-cy kpt. Franciszka Buczka; październik 1934

Franciszek Buczek (ur. 4 lipca 1895 w Orzechówce, zm. 16 października 1977 w Warszawie) – major dyplomowany piechoty Wojska Polskiego II Rzeczypospolitej.

## Życiorys
Urodził się 4 lipca 1895. Pochodził z Orzechówki. W 1917 zdał maturę w Gimnazjum Państwowym w Brzozowie w historycznie pierwszym roczniku szkoły.
Został przyjęty do Wojska Polskiego. Brał udział w wojnie polsko-bolszewickiej. Został awansowany do stopnia porucznika piechoty ze starszeństwem z dniem 1 czerwca 1919, później do stopnia kapitana piechoty ze starszeństwem z dniem 1 lipca 1923. W latach 20. był oficerem 11 pułku piechoty (garnizon Tarnowskie Góry), w tym w 1923 jako oficer nadetatowy tej jednostki był w kadrze naukowej Centralnej Szkoły Podoficerów Zawodowych Piechoty Nr 1. W 1928 był przydzielony do 42 pułku piechoty w garnizonie Białystok. Ukończył Wyższą Szkołę Wojenną na IX Kursie Normalnym od 2 listopada 1928 do 1 listopada 1930, uzyskując tytuł oficera dyplomowanego. W 1930 był oficerem 12 Dywizji Piechoty w Tarnopolu. 9 grudnia 1932 roku ogłoszono jego przeniesienie z 12 DP do Sztabu Głównego w Warszawie. 26 stycznia 1934 roku został przeniesiony do Korpusu Ochrony Pogranicza i przydzielony do dowództwa Brygady KOP „Wilno” w Wilnie na stanowisko szefa sztabu. 22 grudnia 1934 roku ogłoszono jego zwolnienie ze stanowiska szefa sztabu. Następnie powierzono mu dowodzenie kompanią graniczną KOP „Turylcze”. Wiosną 1935 roku został przeniesiony z KOP do Komendy Straży Granicznej na stanowisko szefa oddziału.
W latach 30. został awansowany do stopnia majora piechoty
W czasie kampanii wrześniowej 1939 roku był oficerem Oddziału IV Sztabu Armii „Modlin”, a następnie Sztabu Armii gen. Przedrzymirskiego. 24 września został przydzielony do dowództwa 41 Dywizji Piechoty. 26 września, po kapitulacji, dostał się do niemieckiej niewoli. W niewoli przebywał do wiosny 1945 roku. Był osadzony w Oflagu VII A Murnau.

## Ordery i odznaczenia
- Krzyż Kawalerski Orderu Odrodzenia Polski (11 listopada 1937)[18][19]
- Krzyż Walecznych